# Frederik Sørensen
Frederik Hillesborg Sørensen, född 14 april 1992 i Köpenhamn, är en dansk fotbollsspelare som spelar för 1. FC Köln.
Sørensen var med i Danmarks trupp vid U21-EM 2015.